# Андронова, Надежда Алексеевна
Надежда Алексеевна Андронова — советский хозяйственный деятель, Герой Социалистического Труда.

## Биография
Родилась в 1915 году в Пятигорском отделе Терской области. Член КПСС.
В 1931—1941 годах — колхозница колхоза имени Крупской.
Пережила немецко-фашистскую оккупацию.
В 1943—1970 годах — участница восстановления сельского хозяйства, колхозница, звеньевая полеводческого звена колхоза имени Крупской, птичница колхоза имени Ленина Ессентукского района Ставропольского края.
Указом Президиума Верховного Совета СССР от 29 апреля 1948 года присвоено звание Героя Социалистического Труда с вручением ордена Ленина и золотой медали «Серп и Молот».
Делегат XXII съезда КПСС.
Умерла в 1992 году в Ессентукском районе Ставропольского края.

## Награды и звания
- Герой Социалистического Труда (29.04.1948)
- Орден Ленина (29.04.1948)